# Christian Roy Kaldager
Christian Roy Kaldager (* 18. März 1908 in Baltimore, Maryland, Vereinigte Staaten; † 23. Juni 2005) war ein norwegischer Generalmajor der Luftwaffe.

## Biografie
Nach dem Schulbesuch trat er in die Marine ein und war 1931 Absolvent der Marineakademie und dann 1932 der Königlichen Marinefliegerakademie. Zeitweise war er als Leutnant Instrukteur in "Little Norway", dem Fliegerausbildungszentrum in Kanada. Von 1936 bis 1941 war er Kapitän der Handelsmarine, ehe er 1942 als Kommandeur der 330. Staffel des Königlichen Marinefliegerdienstes am Zweiten Weltkrieg teilnahm.
Nach dem Ende des Zweiten Weltkrieges wechselte er zur Königlichen Luftwaffe und wurde 1953 zum Oberst befördert. 1957 wurde er zum Generalinspekteur der Luftwaffe (Luftforsvaret) ernannt und als solcher 1957 zum Generalmajor befördert. 1962–1963 war er Befehlshaber der den Vereinten Nationen zur Verfügung gestellten Luftstreitkräfte im Kongo, und von August bis Dezember 1963 war er als Nachfolger des äthiopischen Generals Kebbede Guebre Kommandeur und militärischer Führer der Operation der Vereinten Nationen in Kongo (ONUC). Ihm folgte der nigerianische General Johnson Aguiyi-Ironsi.
Nach seiner Rückkehr aus dem Kongo war er von 1964 bis 1968 amtierender Chef des Stabes des Oberkommandos der norwegischen Streitkräfte (Norges forsvar) und danach von 1968 bis 1973 Kommandeur der Festung Akershus in Oslo. Zugleich war Generalmajor Kaldager von 1969 bis 1970 Direktor des Ausbildungskommandos der Streitkräfte.
1973 wurde er in den Ruhestand verabschiedet.